# Carl Gustaf Öberg
Carl Gustaf Öberg, född 15 januari 1834 i Maria Magdalena församling i Stockholm, död 23 mars 1892 i "Sjöstugan" i närheten av Tumba, Stockholms län, var en svensk bildhuggare.
Öberg studerade i mitten av 1850-talet vid Konstakademien i Stockholm och tilldelades under sin studietid den Tessinska medaljen. Efter studierna etablerade han en bildhuggarateljé i Stockholm som levererade konstnärligt dekorationsarbete till ny- och ombyggnadsprojekt. Bland annat levererade han dekorationer till Söderhamns rådhus, Gävle stadshus, Ulriksdals slott, Stockholms slott och en stor del av orneringen till balsalen på Drottningholm slott.